# Spilodiscus instratus
Spilodiscus instratus är en skalbaggsart som först beskrevs av J. L. Leconte 1859.  Spilodiscus instratus ingår i släktet Spilodiscus och familjen stumpbaggar. Inga underarter finns listade i Catalogue of Life.